# Hall in Tirol
Hall in Tirol je rakouské město ležící ve spolkové zemi Tyrolsko v okrese Innsbruck-venkov. Hall leží v údolí řeky Inn, v nadmořské výšce 574 metrů, asi 10 kilometrů východně od Innsbrucku. V letech 1938 až 1974 nesl Hall jméno „Solbad Hall“. Žije zde přibližně 15 tisíc obyvatel.

## Dějiny
Hall je v písemných pramenech poprvé zmíněn v roce 1332 latinsky „Salina iuxta Tavr castrum“ (solné údolí řeky Inn u hradu Thaur). Sůl se zde těžila již v letech 1256 a 1263.
Od 2. poloviny 13. století byl zdejší solný důl hlavním zdrojem obživy a obchodu obyvatel údolí. Význam soli dokládá také znak – dva lvi drží velký krystal soli. Roku 1371 vévoda Albrecht III. vydal městu tržní privilegia. Rozvoj řemesel a obchodu roku 1447 na čas zastavil velký požár města. Roku 1477 arcivévoda Zikmund Tyrolský podnikl prospekci stříbrných zdrojů, zejména proto, že již byly vytěženy stříbrné doly ve Schwazu. Roku 1486 zde byly vyraženy první stříbrné mince na světě s označením tolar (Thaler). Byly přijímány v celé, tehdy známém světě, nacházejí se v archeologických lokalitách od habsburského Španělska (v Segovii) po Jižní Ameriku (Potosí). Mincovna na hradě Hasegg v Hallu byla roku 2003 zpřístupněna s velkou expozicí dějin mincovnictví, s četnými příklady ražeb a s razicím strojem.
Hall v 15. a 16. století představoval jedno z nejdůležitějších měst habsburských držav. Florian Waldauf městu daroval svou sbírku relikvií, která vyvolala poutě tisíců poutníky. Velmi brzy se v Hallu prosadila luteránská víra, díky kazatelům a teologům Jacobu Straussovi a Urbanu Rhegiovi.
Roku 1567 byl založen ženský klášter jako ústav pro výchovu šlechtických dcer. Počátkem 17. století u novostavby kostela Všech svatých založili svou kolej jezuité. Roku 1644 dokončili stavbu kláštera františkáni. Velké zemětřesení z 17. července 1670 zničilo většinu věží a způsobilo škody na klenbách a pilířích budov. Jeho síla se odhaduje na 5,2 stupně Richterovy stupnice, a patřilo k nejsilnějším měřeným na území Rakouska.

## Přírodní poměry
Hall se nachází asi deset kilometrů východně od Innsbrucku v centrálním údolí řeky Inn. Městská část leží na levém břehu řeky Inn na úpatí rozsáhlého náplavového kužele řeky Weißenbach.
Celková rozloha města je 55,389 km², z toho připadá 23,4 %na zemědělskou půdu, 22,10 % na zahrady, 2,6 % na lesy. Z celkové plochy je 99,3 % osídleno.
Město sousedí:
|       | Absam  |        |
| Thaur |        | Mils   |
|       | Ampass | Tulfes |

## Osobnosti
- Anton Blasius Amon (1558–1590), hudební skladatel
- Hippolyt Guarinoni (1571–1654), italský lékař a učenec
- Otto Stolz (1842–1905), matematik
- Klaus Dibiasi (* 1947), skokan do vody, olympijský vítěz

## Partnerská města
- Iserlohn, Německo, 1967 [4]
- Sommacampagna, Itálie
- Winterthur, Švýcarsko, 1948
- Arco, Itálie
- Brixen, Itálie